# Grabicina de Sus, Buzău
Grabicina de Sus este un sat în comuna Scorțoasa din județul Buzău, Muntenia, România. Se află în centrul județului, în depresiunea Policiori din Subcarpații de Curbură.
Satul este unul pe cale de dispariție, din cauza alunecărilor de teren.
În ultima jumătate a secolului al XX-lea, din cauza acestor alunecări, satul a fost aproape în întregime mutat în vatra noului sat Golu Grabicina. La recensământul din 2002, el mai număra doar 3 locuitori.
În anul 2011 nu mai avea niciun locuitor.